# Campia
Campia is een plaats (freguesia) in de Portugese gemeente Vouzela en telt 1656 inwoners (2001).